# U-130
U-130 — большая океанская немецкая подводная лодка типа IX-C, времён Второй мировой войны.
Заказ на постройку лодки был отдан судостроительной компании АГ Везер в Бремене 7 августа 1939 года. Лодка была заложена 20 августа 1940 года, спущена на воду 14 марта 1941 года, вошла в строй под командованием Эрнста Кальса 11 июня 1941 года. После спуска на воду 11 июня 1941 до 31 августа 1941 была приписана к 4-й флотилии в Щецине, с 1 сентября 1941 до 30 ноября 1941 была приписана к 2-й флотилии в Вильгельмсхафене. С 1 декабря 1941 вплоть до своей гибели 12 марта 1943 была приписана к 2-й флотилии в Лорьяне.
U-130 совершила шесть боевых походов, потопила 24 судна общим водоизмещением 162.014 брт.